# Guideline Daily Amount
Mit dem englischen Begriff Guideline Daily Amount (GDA, dt. etwa Richtlinie für die tägliche Aufnahme) werden Richtwerte für die Tageszufuhr von Energie und von bestimmten Inhaltsstoffen über Lebensmittel durch den Menschen bezeichnet. Diese Richtwerte werden als Bezugsgröße bei der freiwilligen Kennzeichnung von vorverpackten Lebensmitteln verwendet, um Verbrauchern eine Information über die Zufuhr von Lebensmittelkomponenten geben zu können, die mit der Aufnahme einer Referenz-Portion dieses Lebensmittels verbunden ist. Dabei hat man insbesondere die Zufuhr von Energie sowie von Stoffen wie z. B. Zucker, Fett, gesättigten Fettsäuren und Kochsalz (Natrium) im Blick, deren übermäßiger Verzehr sich nachteilig auf die Gesundheit auswirken könnte. Gesetzlich unterliegt die Kennzeichnung vorverpackter Lebensmittel jedoch der Lebensmittel-Informationsverordnung der Europäischen Union, wobei die Angaben gemäß GDA lediglich zusätzlich möglich sind.
Das GDA-Kennzeichnungssystem wurde vom Verband der Europäischen Lebensmittelindustrie FoodDrinkEurope (FDE, bis 2011 Confédération des Industries Agro-Alimentaires de l'Union Européenne, CIAA) erarbeitet, die auch die Richtgrößen festgesetzt hat. Dazu wurden so weit wie möglich die Empfehlungen von Studien aus EURODIET verwendet, einem durch die Europäische Kommission finanzierten Projekt mit dem Ziel, wissenschaftlich begründete europaweite Ernährungsempfehlungen als Basis für die europäische Ernährungs- und Gesundheitspolitik zu entwickeln. Da es seitens EURODIET keine Richtwerte für die Energiezufuhr gibt, hat die Arbeitsgruppe der CIAA hierfür selbst Richtwerte definiert.
Die vereinfachte Kennzeichnung erfolgt zusätzlich zu der Nährwertkennzeichnung von Lebensmitteln gemäß der Richtlinie 90/496/EEC (in Deutschland national umgesetzt durch die Nährwert-Kennzeichnungsverordnung, NKV), welche allgemein die nährwertbezogenen Angaben im Verkehr mit Lebensmitteln regelt. In Deutschland werden die Angaben der GDA-Kennzeichnung in kleinen tonnenförmigen Feldern auf der Lebensmittelverpackung dargestellt.
Die CIAA-Richtwerte sind in der folgenden Tabelle aufgeführt.
| Nährstoff                              | Energie-% | Frauen                  | Männer                   |
| -------------------------------------- | --------- | ----------------------- | ------------------------ |
| Energie                                | 100 %     | 8.374 kJ (= 2.000 kcal) | 10.467 kJ (= 2.500 kcal) |
| Eiweiß                                 | 10 %      | 50 g                    | 60 g                     |
| Kohlenhydrate                          | 60 %      | 270 g                   | 340 g                    |
| dabei Gesamtzucker (Zuckerart)         |           | 90 g                    | 110 g                    |
| Fett                                   | 30 %      | 70 g                    | 80 g                     |
| dabei gesättigte Fettsäuren            |           | 20 g                    | 30 g                     |
| dabei einfach ungesättigte Fettsäuren  |           | 34 g                    | 29 g                     |
| dabei mehrfach ungesättigte Fettsäuren |           | 16 g                    | 21 g                     |
| – Omega-6-Fettsäuren                   |           | 14 g                    | 18 g                     |
| – Omega-3-Fettsäuren                   |           | 2,2 g                   | 2,7 g                    |
| – Linolensäure                         |           | 2,0 g                   | 2,5 g                    |
| – Eicosapentaensäure/Docosahexaensäure |           | 0,2 g                   | 0,2 g                    |
| Ballaststoffe                          |           | 25 g                    | 25 g                     |
| Natrium (Salz)                         |           | 2,4 g (6 g)             | 2,4 g (6 g)              |

Die in der Tabelle zugrunde gelegten Daten ermöglichen eine vereinfachte Nährwertkennzeichnung: so enthält beispielsweise eine Portion Tortelloni (200 g) 3,3 g gesättigte Fettsäuren. Dies entspricht mit Bezug auf den GDA von 20 g (zugrunde gelegt wird immer der Wert für Frauen) einem prozentualen Anteil von 17 % der empfohlenen Zufuhr. Zur Vereinfachung werden die Prozentwerte immer auf ganze Zahlen gerundet.

## Kritik
Die GDA-Kennzeichnung ist umstritten.
- Der tatsächliche Energieumsatz eines Individuums und die daraus resultierende benötigte Energiemenge, setzt sich zusammen aus dem Grundumsatz und dem Leistungsumsatz. Bereits der Grundumsatz variiert zwischen den verschiedenen Personengruppen (Kinder, Jugendliche, Schwangere, Stillende, ältere Menschen sowie kranke Menschen) und der Leistungsumsatz weist zusätzlich, je nach Tätigkeit, beträchtliche Schwankungen auf (vgl. Bauarbeiter bei −5 °C mit Bürotätigkeit). Die Deutsche Gesellschaft für Ernährung (DGE) kritisiert denn auch die Berechnung der Energiezufuhr als nicht repräsentativ.[3]
- Die DGE kritisiert ebenfalls die Angabe einer Prozentzahl, diese lasse nicht erkennen, ob ein hoher Wert oder niedriger Wert erstrebenswert sei.
- Die DGE bemängelt weiter, dass die Herleitung der Richtwerte einer wissenschaftlichen Prüfung nicht durchgehend standhalte.[3]
- Foodwatch bezeichnet die GDA-Kennzeichnung als „unverständlich“ und fordert die Einführung einer Ampelkennzeichnung.[4] Die Organisation Foodwatch bezeichnet EUFIC wegen dieser Struktur als „das Who ist Who der internationalen Nahrungsmittelkonzerne“ und stellt die Glaubwürdigkeit von EUFIC-Studien in Frage. Mittels einer solchen Studie soll beispielsweise Einfluss genommen werden auf ein aktuelles Gesetzgebungsverfahren, um die EU-weite Einführung der Ampelkennzeichnung von Lebensmitteln zu verhindern und diese auf nationaler Basis sogar zu verbieten.[5]
- Die Organisation kritisiert auch die Festlegung der Größe einer Portion.[6]